# 辻密太郎
辻 密太郎（つじ みつたろう、1860年12月28日（万延元年11月17日） - 1945年（昭和20年）12月21日）は、明治時代から昭和時代初期にかけて活動した日本組合基督教会の牧師。

## 生涯
播磨国加西郡在田村字中富（現・兵庫県加西市中富町にて、辻退蔵と阿以（愛子）の長男として生まれる。同志社英学校に学び、大阪島之内教会を振り出しに、三重県津市での伝道、群馬県甘楽教会・高崎教会、熊本教会の牧会を経て、日本国内のみならずハワイや米国カリフォルニア州・ユタ州の各地で牧会、伝道にあたった。
1897年（明治30年）にアメリカン・ボードが九州伝道を中止すると、上代知新らとハワイ伝道に赴き、オアフ島カカアコ日本人教会を創設する。

## 著作

### 原刊行年順
- 『携帯新約全書註釈』福音社、1894年。
- 『旧新約両全書聖語類聚 : 一名・聖書之標目（上田貞次郎 編, 辻密太郎 補訂）』上田済生堂、1889年。